# Unité urbaine de Belleville-en-Beaujolais
L'unité urbaine de Belleville-en-Beaujolais est une unité urbaine française centrée sur la commune de Belleville-en-Beaujolais, dans les départements du Rhône et de l'Ain, en région Auvergne-Rhône-Alpes.

## Données démographiques
Dans le zonage réalisé par l'Insee en 2010, elle était composée de cinq communes, situées dans les départements de l'Ain et du Rhône.
Dans le nouveau zonage réalisé en 2020, elle est encore composée de cinq communes, mais les communes de Cercié et Saint-Lager ont remplacé celles de Francheleins et Saint-Georges-de-Reneins.
En 2022, avec 21 254 habitants, elle occupe le 37e rang dans la région Auvergne-Rhône-Alpes.

## Composition selon la délimitation de 2020
Elle est composée des 5 communes suivantes :
| Nom                                     | Code Insee | Département | Statut       | Superficie (km2) | Population (dernière pop. légale) | Densité (hab./km2) | Modifier                                    |
| --------------------------------------- | ---------- | ----------- | ------------ | ---------------- | --------------------------------- | ------------------ | ------------------------------------------- |
| Belleville-en-Beaujolais (ville-centre) | 69019      | Rhône       | ville-centre | 22,86            | 13 767 (2022)                     | 602                | modifier les données · modifier les données |
| Cercié                                  | 69036      | Rhône       | banlieue     | 4,94             | 1 135 (2022)                      | 230                | modifier les données · modifier les données |
| Guéreins                                | 01183      | Ain         | banlieue     | 4,51             | 1 503 (2022)                      | 333                | modifier les données · modifier les données |
| Montmerle-sur-Saône                     | 01263      | Ain         | banlieue     | 4,16             | 3 798 (2022)                      | 913                | modifier les données · modifier les données |
| Saint-Lager                             | 69218      | Rhône       | banlieue     | 7,74             | 1 051 (2022)                      | 136                | modifier les données · modifier les données |

## Évolution démographique
| 1968   | 1975   | 1982   | 1990   | 1999   | 2010   | 2015   | 2021   |
| ------ | ------ | ------ | ------ | ------ | ------ | ------ | ------ |
| 10 324 | 11 373 | 12 721 | 13 168 | 13 740 | 18 476 | 19 952 | 21 013 |